# Ramal de Mora
| Historischer Bahnhof von Mora |                          |                                 |                                 |
| Streckenlänge: | 60 km                    |                                 |                                 |
| Spurweite: | 1668 mm (Iberische Spur) |                                 |                                 |
| |                          |                                 |                                 |
| Ramal de Mora |                          |                                 |                                 |
| \| \| \| Linha de Évora nach Casa Branca \| \| \| \| 0 \| Évora \| Évora \| \| \| \| Linha de Évora nach Vila Viçosa \| \| \| \| 3 \| Leões \| Leões \| \| \| 7 \| Louredo \| Louredo \| \| \| 14 \| Nossa Senhora da Graça Graça \| Nossa Senhora da Graça Graça \| \| \| 25 \| Arraiolos \| Arraiolos \| \| \| 32 \| Vale do Paio \| Vale do Paio \| \| \| 43 \| Pavia (Mora) Pavia \| Pavia (Mora) Pavia \| \| \| 51 \| Cabeção \| Cabeção \| \| \| 60 \| Mora \| Mora \| |                          |                                 |                                 |
| Strecke von links |                          | Linha de Évora nach Casa Branca | Linha de Évora nach Casa Branca |
| Kopfbahnhof Strecke ab hier außer Betrieb | 0                        | Évora                           | Évora                           |
| Abzweig geradeaus und nach rechts (Strecke außer Betrieb) |                          | Linha de Évora nach Vila Viçosa | Linha de Évora nach Vila Viçosa |
| Haltepunkt / Haltestelle (Strecke außer Betrieb) | 3                        | Leões                           | Leões                           |
| Haltepunkt / Haltestelle (Strecke außer Betrieb) | 7                        | Louredo                         | Louredo                         |
| Haltepunkt / Haltestelle (Strecke außer Betrieb) | 14                       | Nossa Senhora da Graça Graça    | Nossa Senhora da Graça Graça    |
| Bahnhof (Strecke außer Betrieb) | 25                       | Arraiolos                       | Arraiolos                       |
| Haltepunkt / Haltestelle (Strecke außer Betrieb) | 32                       | Vale do Paio                    | Vale do Paio                    |
| Haltepunkt / Haltestelle (Strecke außer Betrieb) | 43                       | Pavia (Mora) Pavia              | Pavia (Mora) Pavia              |
| Haltepunkt / Haltestelle (Strecke außer Betrieb) | 51                       | Cabeção                         | Cabeção                         |
| Kopfbahnhof Streckenende (Strecke außer Betrieb) | 60                       | Mora                            | Mora                            |

Der Ramal de Mora war eine Eisenbahnstrecke in Portugal mit ca. 60 km Länge, welche die Stadt Évora und den Ort  Mora verband. 

## Geschichte

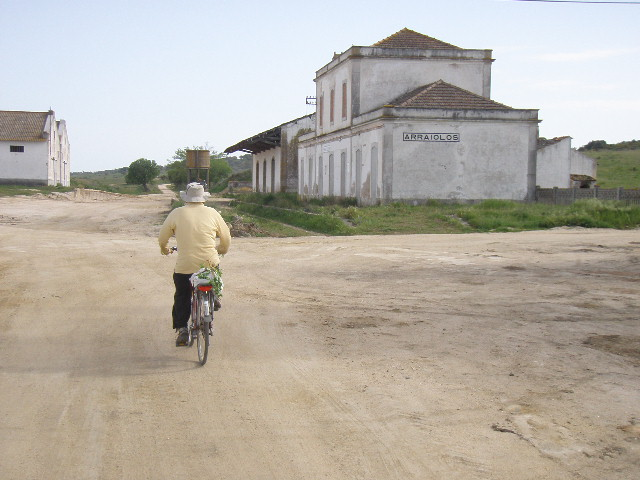
Radwanderweg (Ecovia) auf der ehemaligen Bahnstrecke von Ramal de Mora

Der Bau der Bahnstrecke wurde notwendig, weil es keine Transportmöglichkeiten aus der Region nördlich von Évora gab, mit denen landwirtschaftliche Güter in die Metropole Lissabon transportiert werden konnten. Der Bau wurde am 11. Juli 1908 fertiggestellt. Eigentlich sollte auch eine Anbindung des Ortes Ponte de Sor folgen. Diese erfolgte dann aber über die Linha do Leste und wurde deshalb nicht mehr durchgeführt. 
An der Ramal de Mora befanden sich ehemals mehrere große Lebensmittelproduktionsstätten wie die Fábrica dos Leões. Im Jahre 1988 wurde die Strecke stillgelegt und einige Jahre später auch die Schienen entfernt.